# Giuseppe Camino
Giuseppe Camino, född den 28 oktober 1818 i Turin, död den 26 februari 1890 i Caluso, var en italiensk landskapsmålare.
Camino studerade på egen hand utan lärare landskapsmålning, genom att han utbildade sig endast efter naturen och genom studiet av äldre mästerverk. Sedan han levt flera år i Rom och andra italienska städer, liksom också i Paris och London, bosatte han sig 1853 i Turin, där han 1854 blev professor vid akademien. Av hans landskap med storartad uppfattning nämns som framstående: urskogen, stormen i Campagnan, Mont Blancs glaciärer med flera.